# Chingia imponens
Chingia imponens är en kärrbräkenväxtart som först beskrevs av Vincenzo de Cesati, och fick sitt nu gällande namn av Holtt. Chingia imponens ingår i släktet Chingia och familjen Thelypteridaceae. Inga underarter finns listade.